# Salt (film)
Pour les articles homonymes, voir Salt.
Pour plus de détails, voir Fiche technique et Distribution.
Salt est un film américain réalisé par Phillip Noyce et sorti en 2010.
Écrit par Kurt Wimmer et Brian Helgeland, il met en scène Angelina Jolie alors que Tom Cruise était initialement pressenti. Elle incarne Evelyn Salt, un agent de la CIA suspectée d'être un agent double à la solde de la Russie. Elle est également suspecte d'être impliquée dans un projet imminent d'assassinat du président russe, à l’occasion des funérailles du vice-président des États-Unis d'Amérique, puis du président américain lui-même. Salt se retrouve ainsi traquée et menacée par son propre supérieur et pourtant ami, Ted Winter (Liev Schreiber), assisté de son collègue William Peabody (Chiwetel Ejiofor). Elle doit s'enfuir afin de démontrer finalement qu'elle est une patriote,.
À sa sortie, le film reçoit des critiques plutôt positives de la part de la presse américaine et totalise plus de 293 millions de dollars au box-office mondial. Il est nommé à l'Oscar du meilleur mixage de son en 2011.

## Synopsis
Evelyn Salt est agent de la CIA, où elle fait partie de la division « Russie ». Capturée et torturée en Corée du Nord, elle a été libérée à la suite d'un échange de prisonniers. Puis elle a épousé son ami Michael Krause, un entomologiste arachnologue allemand qui a œuvré pour sa libération.
Deux ans plus tard, lors de son anniversaire de mariage, elle se trouve à Washington avec son chef et ami, Ted Winter, dans un bâtiment de la CIA maquillé en entreprise commerciale. Tous deux s'apprêtent à partir, lorsqu'on leur annonce l'arrivée inopinée d'Orlov, un transfuge russe. En sa qualité de spécialiste de la Russie, Evelyn Salt est chargée de l'interroger.
Orlov raconte à Salt l'histoire de Jour X, un complot soviétique pour détruire les États-Unis en utilisant des agents anglophones formés dès la naissance, les agents KA. L'agent KA-12, initialement nommé Tchenkov, affirme-t-il, doit tuer le président russe Boris Matveyev, venu à New York pour assister aux obsèques du vice-président américain décédé récemment. Coup de théâtre : Orlov révèle que Tchenkov s'appelle en réalité Evelyn Salt.
L'interrogatoire tourne court et on emmène le transfuge russe. Mais dans l'ascenseur, il parvient à se libérer de ses gardiens et disparaît. Pendant ce temps, Salt appelle son mari, qui ne répond pas. Elle se rend compte qu'il est aussi en danger, alors que dans le doute, Winter et son collègue Darryl Peabody, du contre-espionnage, décident de la détenir. Evelyn Salt réussit à s'enfuir, ce qui éveille instantanément la suspicion de ses chefs. Elle parvient à rejoindre son appartement, où des indices laissent à penser que son mari a été enlevé. Elle récupère ses armes et une des araignées de Krause, puis confie son chien à une jeune amie avant de partir. Elle est repérée dans les rues de Washington mais parvient à s’enfuir après une course poursuite sur l’autoroute. Elle monte dans un bus pour New York, prend une chambre dans un hôtel, où elle extrait du venin de l'araignée et imprime les plans d'une église.
Salt se remémore également son histoire avec Krause : il était sa couverture pour entrer en Corée du Nord, bien qu'il soit dans l'ignorance en ce temps-là. Ils se sont rencontrés dans un jardin botanique, où ils sont tombés amoureux. Après sa libération en Corée du Nord, Salt a révélé à Michael Krause qu'elle était espionne de la CIA et qu'il ne serait pas en sécurité avec elle. Mais il lui répondit qu'il ne voulait pas être en sécurité : il voulait être avec elle.
Le lendemain, elle s'introduit dans la crypte de l'église où le président russe s'apprête à prononcer l'oraison funèbre du Vice-Président disparu. Au moyen d'explosifs, Salt provoque l'effondrement du plafond de la crypte, tire sur le président russe, puis se laisse capturer sans tirer sur Peabody alors qu'elle le pouvait. La mort du président russe étant constatée, elle est emmenée par la police, et ne réagit pas quand Winter, enragé, lui promet qu'elle va pourrir en prison. Elle réussit une fois de plus à s'échapper durant son transfert, en neutralisant ses gardiens.
Salt rejoint Orlov, le transfuge russe, sur une péniche sur le fleuve Potomac. Ce dernier se révèle être le « super-espion » de l'ex-KGB à l'origine du complot « Jour X » et du Programme KA et compte profiter des circonstances afin de rétablir la puissance de l'ex-URSS. Un flash-back décrit le passé de Salt : c'est ce même Orlov qui l'a formée deux décennies plus tôt, elle ainsi qu'une série de jeunes Russes destinés à devenir des taupes occupant des positions-clés dans la société américaine. Une opération de chirurgie esthétique leur a donné l'apparence de vrais enfants américains, soigneusement choisis. Ils vont leur être substitués, tandis que leurs parents seront abattus de façon à rendre toute identification impossible. Le Jour X, il est prévu que ces taupes agissent de concert pour anéantir l'Amérique, et ce jour est arrivé.
Dans le but de tester sa fidélité, Orlov liquide froidement sous les yeux de la jeune femme son mari allemand qu'il avait fait enlever. Salt ne bronche pas. Le Russe lui dévoile alors la suite de son plan machiavélique, où il est prévu qu'elle intervienne activement en tuant le président des États-Unis. Mais dès que Salt est en possession de ces informations, elle liquide Orlov, ainsi que tous les autres membres présents sur la péniche, qui avaient été formés avec elle, vengeant son mari.
Un peu plus tard, Evelyn rejoint le contact qui lui avait été donné pour la suite de la mission. C'est une autre taupe russe, entre-temps devenu colonel tchèque et agent de liaison de l'OTAN, et ayant de ce fait accès au président américain. Dans le jet qui les emmène, il lui explique qu'ils vont tenter de pénétrer dans le bunker de crise situé sous la Maison-Blanche. C'est là que l'attentat doit avoir lieu.
Déguisée en attaché militaire de son complice, Evelyn Salt assiste au suicide kamikaze de ce dernier. L'explosion déclenche une panique qui instaure automatiquement le niveau d'alerte maximum, et les agents de sécurité amènent rapidement le président américain dans le bunker souterrain de la Maison-Blanche. Winter, le supérieur de Salt, les accompagne.
Evelyn Salt s'introduit dans la cage de l'ascenseur qui est en train de descendre, et les suit. Elle parvient à pénétrer dans le bunker en neutralisant les gardes qu'elle rencontre. Cependant, se croyant sous la menace d'une attaque russe, le chef de l'exécutif américain instaure le niveau d'alerte Defcon 2 et met en alerte les missiles dirigés vers la Russie.
En voyant que Salt a réussi à pénétrer le bunker, Winter s'empare d'une arme et tue tous ceux qui se trouvent dans la salle de crise, à l'exception du président américain. Il révèle appartenir au même programme russe que Salt, mais être de la promotion précédente.
Le président refusant de coopérer, Winter l’assomme avec son arme avant de déverrouiller les missiles avec les données biométriques du chef d’État. Mais Winter détourne les missiles nucléaires et cible les villes Téhéran et La Mecque. Ainsi, espère-t-il, un milliard de musulmans haïront encore bien davantage les États-Unis, qui se retrouveront englué dans un conflit permanent au Moyen-Orient.
Avant que ne se produise l'irrémédiable, déployant toute sa séduction, Evelyn tente alors de persuader Winter de la laisser entrer dans la salle de crise. Elle y réussit presque, mais, sur un téléviseur resté allumé, le président russe apparaît en vie et de retour à Moscou. La speakerine explique qu'il n'avait pas été abattu après être tombé dans la crypte, mais seulement paralysé temporairement par une injection de venin d'araignée.
Se croyant protégé des assauts de Salt, Winter n'a plus qu'à enclencher la procédure de lancement, et en profite pour révéler que c'est lui qui a incité Orlov à faire exécuter Michael, la remerciant ironiquement au passage d’avoir tué Orlov pour lui. Salt, enragée, parvient à trouver une faiblesse dans les murs et à s'introduire dans la salle blindée. Au terme d’un combat qui semble perdu, elle maîtrise la taupe et arrête le lancement, avant d'être capturée à son tour. Alors qu'elle est emmenée en détention, et sachant qu'il recommencera à la moindre occasion, elle étrangle Winter en le garrottant avec ses menottes.
Elle est alors emmenée par le FBI en hélicoptère. Peabody se voit autorisé à interroger Salt pendant le vol. Elle raconte alors tout ce qui s’est passé à l’agent du contre espionnage, pointant le fait que le chef d’État russe et lui-même sont toujours  vivants. Peabody reçoit alors un message annonçant que les empreintes de Salt ont été trouvées sur la péniche où Orlov a été tué. Cela achève de convaincre Peabody qui l’aide à s’échapper et sauter dans le fleuve Potomac. Elle atteint le rivage et s’enfuit dans les bois. La voix d'un journaliste lors d'un journal télévisé donne des informations suggérant que le vice-président des États-Unis fait aussi partie du programme. Salt est toujours en cavale.

## Fiche technique
- Titre original et français : Salt
- Réalisation : Phillip Noyce
- Scénario : Kurt Wimmer et Brian Helgeland, d'après une histoire de Kurt Wimmer
- Musique : James Newton Howard
- Décors : Scott Chambliss
- Direction artistique : Teresa Carriker-Thayer
- Costumes : Sarah Edwards
- Photographie : Robert Elswit
- Montage : Stuart Baird et John Gilroy
- Production : Lorenzo di Bonaventura et Sunil Perkash

Producteurs délégués : Ryan Kavanaugh, Ric Kidney et Mark Vahradian
- Sociétés de production : Di Bonaventura Pictures, Relativity Media, Wintergreen Productions et Columbia Pictures
- Distribution : Columbia Pictures (États-Unis), Sony Pictures Releasing France (France)
- Pays de production :  États-Unis
- Budget : 110 millions de dollars
- Format : Couleur - 2.35:1 - 35mm
- Genre : action, thriller, espionnage
- Durée : 100 minutes, 104 minutes (version director's cut, 101 minutes (version longue)
- Langue originale : anglais, russe, coréen
- Dates de sortie : 
  - États-Unis et Canada : 23 juillet 2010
  - Belgique : 4 août 2010
  - France : 25 août 2010

## Distribution

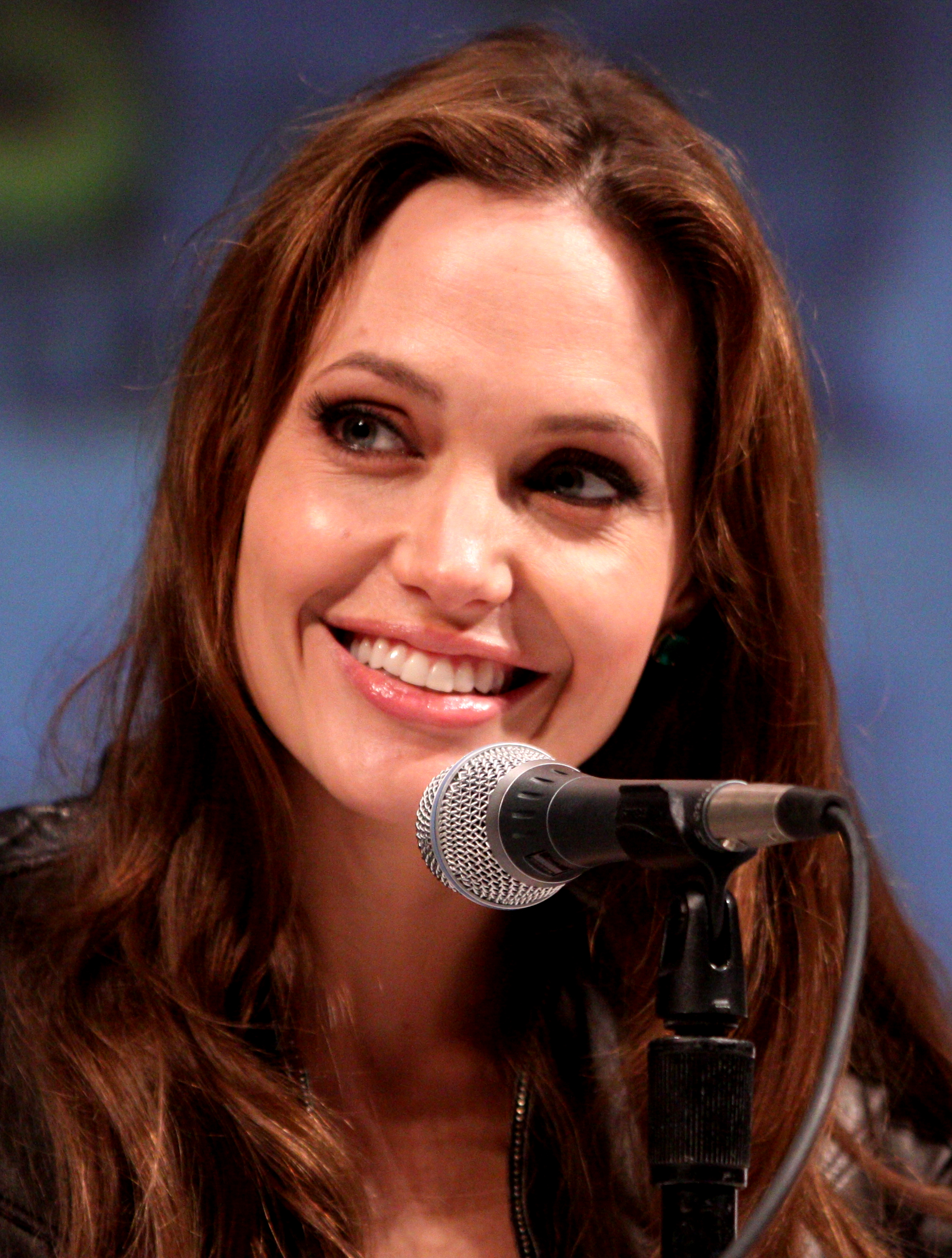
Angelina Jolie pour la promotion du film au Comic-Con de San Diego 2010.

- Angelina Jolie (VF : Françoise Cadol et VFQ : Hélène Mondoux) : Evelyn Salt[1]
- Chiwetel Ejiofor (VF : Frantz Confiac et VFQ : Marc-André Bélanger) : Peabody, agent du contre-espionnage de la CIA[2]
- Liev Schreiber (VF : Thierry Hancisse et VFQ : Pierre Auger) : Ted Winter, patron et ami de Salt/Nikolai Tarkovsky, chef de la maison russe fictive de la CIA[2]
- August Diehl (VF : lui-même et VFQ : François Trudel) : Michael Krause, mari de Salt
- Daniel Olbrychski (VFQ : Vincent Davy) : Oleg Vassilievitch Orlov[2]
- Olek Krupa (VFQ : Mario Desmarais) : Boris Matveyev, le président russe
- Hunt Block: Lewis, Président des États-Unis
- Andre Braugher: Secrétaire à la Défense des États-Unis
- Corey Stoll (VFQ : Patrick Chouinard) : Shnaider
- Cassidy Hinkle (VFQ : Juliette Mondoux) : Tchenkov enfant
- Jeremy Davidson (VF : Mathias Kozlowski) : un agent du Secret Service
- Marion McCorry (VF : Laura Zichy) : Marion Medfor, directrice de la CIA
- Mike Colter : le responsable tactique de la CIA
- Lovari : le gangster russe
- Yara Shahidi : la jeune voisine de Salt

- Version française
  - Société de doublage : Les Studios de Saint-Ouen
  - Direction artistique : Barbara Tissier
  - Adaptation : Pierre Arson

VF : Version française et VFQ : Version francophone québécoise

## Production

### Genèse, développement et attribution des rôles
Le projet est développé tout d'abord par le scénariste Kurt Wimmer, qui l'évoque en interview en 2002
. Le scénario est initialement centré sur un personnage masculin. Intitulé Edwin A. Salt, le script est acquis par Columbia Pictures en janvier 2007. En juillet 2007, Tom Cruise s'intéresse au projet.
Terry George est engagé comme réalisateur. Après avoir retravailler le script, il quitte finalement le projet. Peter Berg est ensuite envisagé mais il abandonne lui aussi, pour des raisons non dévoilées,. Phillip Noyce, qui a réalisé plusieurs films d'espionnage, est ensuite confirmée à la réalisation,.
Les premières discussions entre Tom Cruise et Noyce ont lieu en 2008. Ces discussions duraient depuis plus d'un an entre les deux hommes et leurs représentants. L'acteur décide finalement de ne pas s'engager sur le film, apparemment car il juge le personnage d'Edwin A. Salt trop proche de celui-ci qu'il incarne dans la franchise Mission impossible, Ethan Hunt. Il se focalise alors sur un autre projet, Knight and Day. L'équipe a essayé de différencier le personnage de Hunt, mais ils ont fini par accepter qu'il était trop similaire et ont décidé de ne pas modifier les caractéristiques de Salt. Philip Noyce  déclare notamment : « Mais, vous savez, il avait un argument valable. C'était en quelque sorte un retour à une émanation d'un personnage qu'il avait déjà joué. C'est comme jouer le frère ou le cousin de quelqu'un que vous avez joué dans un autre film. »
Amy Pascal de Columbia Pictures suggère Angelina Jolie à Phillip Noyce, qui avait souvent parlé à l'actrice par le passé de son désir de créer une franchise d'espionnage féminine. Amy Pascal avait déjà proposé des rôles dans le style James Bond girl, l'actrice avait répondu qu'elle préférait jouer James Bond. L'actrice reçoit le script de Salt en septembre 2008 et l'apprécie. Kurt Wimmer, Phillip Noyce et le producteur Lorenzo di Bonaventura rendent visite à l'actrice, qui vit alors en France, pour discuter d'une réécriture totale du script pour avoir un premier rôle féminin. Brian Helgeland participe aux modifications en développant le personnage et les dialogues, d'après des notes issues des discussions avec l'actrice.
L'une des demandes d'Angelina Jolie était de retravailler le troisième acte, dans lequel Salt devait initialement sauver sa femme et son fils d'une coalition de méchants parce qu'elle ne croyait pas qu'une mère négligerait son enfant dans ce genre de situation. Kurt Wimmer a alors décidé de rendre Salt plus cruciale pour les plans du méchant et d'ajouter une séquence dans laquelle elle fait irruption dans « un endroit plus difficile que Fort Knox » - après avoir envisagé Camp David, Kurt Wimmer choisit la Maison-Blanche. Lorsqu'on lui a demandé si le scénario écrit pour Tom Cruise était le même pour Angelina Jolie, le scénariste répond : « Je pense que cela a simplement été un processus continu, évidemment accéléré par le changement du personnage central, mais les idées, la locomotive d'idées qui animent le film, sont les mêmes. Un agent infiltré de la CIA est accusé d'être une taupe russe et doit fuir pour se défendre. C'est la même chose depuis le premier jour. Le ton du film a changé de la même manière, je suppose, que – vous le savez – les thrillers d'action ont changé dans le sens des Bond et des films de Bourne,. »
En 2009, Liev Schreiber est annoncé dans le rôle de Ted Winter, ami et collègue d'Evelyn Salt à la CIA. Il est rejoint peu après par Chiwetel Ejiofor dans le rôle de l'officier de la CIA qui poursuit Salt, Peabody. August Diehl, qui incarne le mari de Salt, a été recommandé par Brad Pitt, à l'époque en couple avec Angelina Jolie, qui avait travaillé avec lui sur Inglourious Basterds.

### Tournage
Le tournage a lieu de mars à juin 2009. Il se déroule à New York (Brooklyn, Manhattan, Floyd Bennett Field, Queens, ...) et plusieurs autres lieux de l'État de New York (Albany, Hudson, Grumman Studios, East Farmingdale, White Plains, Oyster Bay, Long Island, ...), à Washington, D.C. ainsi qu'en Russie (monastère de la Trinité-Saint-Macaire).

## Sortie et accueil

### Critique
Sur l’agrégateur de critiques Rotten Tomatoes, il obtient 62% d'avis favorables pour 252 critiques et une note moyenne de 6⁄10. Le consensus suivant résume les critiques compilées par le site : « Angelina Jolie se donne à fond dans le rôle-titre, et sa performance chevronnée est presque suffisante pour sauver Salt de son intrigue prévisible et ridicule ». Sur Metacritic, qui utilise une moyenne pondérée, le film obtient une note de 65⁄100 pour 42 critiques.
Sur le site AlloCiné, qui recense 17 critiques de presse, le film obtient la note moyenne de 2,7⁄5
.

### Box-office
| Pays ou région | Box-office        | Date d'arrêt du box-office | Nombre de semaines |
| -------------- | ----------------- | -------------------------- | ------------------ |
| Mondial        | 293 503 354 $     |                            | 12                 |
| États-Unis     | 118 311 368 $     |                            | 12                 |
| France         | 1 474 193 entrées |                            | 8                  |

## Versions alternatives
Le DVD édité par Sony Pictures, sorti en France le 5 janvier 2011, propose trois versions différentes du film : la version exploitée au cinéma d'une durée de 1 h 36, une version « director's cut » de 1 h 40, et une « version longue » de 1 h 37.
La version initiale se termine en laissant plusieurs questions en suspens et induit une suite (un Salt 2 est annoncé). Et la version Director's cut ne rajoute pas d'éléments scénaristiques fondamentaux.
En revanche, dans la « version longue », la séquence où Salt trinque avec Orlov est suivie de celle où elle rejoint le colonel tchèque de l'OTAN, sans tuer Orlov ni le reste des occupants de la péniche. À la fin du film, après avoir tué Ted Winter, elle se retrouve dans un hôpital psychiatrique, où Peabody vient l'interroger. Simulant un auto-empoisonnement au cyanure, elle parvient une nouvelle fois à s'échapper. On la retrouve dans le couvent russe servant de centre d'entraînement des enfants, face à Orlov. Elle le blesse, puis le fait disparaître dans le lac voisin lesté d'une pierre. Le générique de fin démarre alors qu'on voit le monastère exploser.